# Zdolbuniv
Zdolbuniv (ukrajinsky Здолбунів; česky Zdolbunov, stejně i  rusky Здолбунов; polsky Zdołbunów) je město v Rovenské oblasti na Ukrajině.

## Dějiny
Zdolbuniv je zmíněn už v roce 1497 v listině, kterou Alexandr Jagellonský přiznává Konstantinu Ostrožskému několik vesnic, mimo jiné Dolbunov. Současné jméno Zdolbuniv je doloženo od roku 1629. Od roku 1569 byl na základě Lublinské unie součástí Polského království a to až do dělení Polska. V roce 1793 jej zabralo Ruské impérium. Mezi světovými válkami byl Zdolbuniv zase v Polsku a jednalo se o důležitý železniční uzel v blízkosti polsko-sovětské hranice.
Obec patřila mezi ty s významným podílem Volyňských Čechů, jejichž podíl přesahoval 50 %.
V září 1939 sovětská armáda Zdolbuniv zabrala a byl pak součástí Sovětského svazu až do operace Barbarossa, kdy jej zabrala německá armáda. Od té město osvobodila Rudá armáda 3. února 1944. Od roku 2012 se ve městě nachází pomník Stepana Bandery.